# Michiko Matsuda
Pour les articles homonymes, voir Matsuda.
Michiko Matsuda (松田 理子, Matsuda Michiko), née le 26 octobre 1966, est une joueuse internationale de football japonaise. Elle évoluait au poste de milieu de terrain.

## Biographie
Le 6 septembre 1981, elle fait ses débuts avec l'équipe nationale japonaise, lors d'un match contre l'équipe d'Angleterre. 
Elle participe à trois Coupe d'Asie, en 1986, 1989 et 1991. Elle atteint la finale de cette compétition en 1986 et 1991.
Elle dispute également la Coupe du Monde 1991 organisée en Chine. 
Elle compte 45 sélections et 10 buts en équipe nationale du Japon de 1981 à 1991.

## Statistiques
Le tableau ci-dessous présente les statistiques de Michiko Matsuda en équipe nationale :
| Équipe du Japon | Équipe du Japon | Équipe du Japon |
| Année           | Matchs          | Buts            |
| --------------- | --------------- | --------------- |
| 1981            | 1               | 0               |
| 1982            | 0               | 0               |
| 1983            | 0               | 0               |
| 1984            | 3               | 2               |
| 1985            | 0               | 0               |
| 1986            | 10              | 3               |
| 1987            | 4               | 0               |
| 1988            | 2               | 0               |
| 1989            | 9               | 1               |
| 1990            | 5               | 2               |
| 1991            | 11              | 2               |
| Total           | 45              | 10              |

## Palmarès
- Finaliste de la Coupe d'Asie en 1986 et 1991
- Troisième de la Coupe d'Asie en 1989